# Hans von Lettow-Vorbeck
Hans von Lettow-Vorbeck (født i Berlin 1901, død i Demjansk 1942) var leder af Frikorps Danmark i perioden fra 9. juni 1942 og tre dage frem, hvor han døde i kamp, da frikorpset stormede landsbyen Bolschoj Dubowizy.